# Pan (Dragon Ball)
Pan is een fictief figuur uit de manga Dragon Ball en de anime-series Dragon Ball Z en Dragon Ball GT.

## Personage
Pan is de dochter van Son Gohan en Videl en de kleindochter van Son Goku, Chichi en Mr. Satan. Pan is de enige persoon in de serie die slechts 1/4 Saiyan bloed in zich heeft. Haar vader, Gohan, was de eerste half-Saiyan in de serie.

### Dragon Ball Z
Pan komt voor het eerst voor in Dragon Ball Z aflevering 289. In deze serie is zij 4 jaar oud en speelt zij een kleine rol.

### Dragon Ball GT
In Dragon Ball GT is Pan 14 jaar oud en krijgt zij een van de hoofdrollen. Samen met Trunks en haar grootvader, Goku gaat zij op zoek naar de 'Black Star Dragon Balls'. Zij kan haar krachten (Ki en vechtkunsten) goed beheersen, maar is minder sterk dan de meeste half-Saiyans van haar leeftijd, zoals Gohan, Son Goten en Trunks destijds.

#### A Hero's Legacy
Pan verschijnt ook in de Dragon Ball GT film/ special A Hero's Legacy. Deze special speelt zich 100 jaar na het einde van Dragon Ball GT af. Pan is dan ook de laatste overlevende van de eerste groep Z-Fighters. Zij wordt hierin ziek, maar door de inspanningen van haar enige kleinkind, ook Goku genaamd, herstelt zij weer.

## Video-spellen
Pan is een speelbaar karakter in de volgende spellen:
- Dragon Ball GT: Final Bout
- Dragon Ball GT: Transformation
- Dragon Ball Z: Infinite World
- Dragon Ball Z: Budokai Tenkaichi 2
- Dragon Ball Z: Budokai Tenkaichi 3